# Cerezo Osaka Yanmar Ladies
Cerezo Osaka Yanmar Ladies es un equipo de fútbol femenino ubicado en la ciudad de Sakai, Japón. Desde la temporada 2023-24 participa en la WE League, la máxima categoría del fútbol femenino japonés.

## Trayectoria
| Temporada | Liga nacional     | Liga nacional | Liga nacional | Liga nacional | Copa de la Emperatriz | Copa de la Nadeshiko League Copa de la WE League |
| Temporada | Liga              | Cat.          | Posición      | Equipos       | Copa de la Emperatriz | Copa de la Nadeshiko League Copa de la WE League |
| --------- | ----------------- | ------------- | ------------- | ------------- | --------------------- | ------------------------------------------------ |
| 2010      | Kansai Div. 2 (B) | 4             | 5.º           | 6             | No clasificó          | No participó                                     |
| 2011      | Kansai Div. 2 (A) | 4             | 2.º           | 8             | No clasificó          | No participó                                     |
| 2012      | Kansai Div. 1     | 3             | 3.º           | 10            | No clasificó          | No participó                                     |
| 2013      | Challenge         | 2             | 3.º           | 16            | 1.ª fase              | No participó                                     |
| 2014      | Challenge         | 2             | 14.º          | 16            | No clasificó          | No participó                                     |
| 2015      | Challenge (Oeste) | 3             | 1.º           | 6             | No clasificó          | No participó                                     |
| 2016      | Nadeshiko Div. 2  | 2             | 3.º           | 10            | 2.ª fase              | Semifinales (Div. 2)                             |
| 2017      | Nadeshiko Div. 2  | 2             | 2.º           | 10            | 3.ª fase              | Campeón (Div. 2)                                 |
| 2018      | Nadeshiko Div. 1  | 1             | 10.º          | 10            | 3.ª fase              | Fase de grupos (Div. 1)                          |
| 2019      | Nadeshiko Div. 2  | 2             | 2.º           | 10            | 3.ª fase              | Campeón (Div. 2)                                 |
| 2020      | Nadeshiko Div. 1  | 1             | 4.º           | 10            | Cuartos de final      | Cancelada                                        |
| 2021      | Nadeshiko Div. 1  | 2             | 3.º           | 12            | Semifinales           | Copa de la Nadeshiko League dejó de disputarse   |
| 2022      | Nadeshiko Div. 1  | 2             | 4.º           | 12            | Tercera ronda         | Copa de la Nadeshiko League dejó de disputarse   |
| 2023–24   | WE League         | 1             | Por disputar  | 12            | Octavos de final      | Fase de grupos                                   |

## Denominaciones
- Cerezo Osaka Ladies (2010–2012)
- Cerezo Osaka Sakai Ladies (2013–2022)
- Cerezo Osaka Yanmar Ladies (2023–presente)